# Soberania parlamentar
Soberania parlamentar, supremacia parlamentar ou supremacia legislativa é um conceito no direito constitucional que se aplica a certas democracias parlamentares.
No regime de soberania parlamentar, um órgão legislativo tem soberania absoluta, o que significa que está acima de todas as outras instituições governamentais (incluindo quaisquer órgãos executivos ou judiciais que possam existir). O termo também pressupõe que o órgão legislativo pode alterar ou vetar quaisquer atos legislativos anteriores. 
A soberania parlamentar contrasta com as noções de controle de constitucionalidade, onde um tribunal pode interpelar qualquer legislação considerada inconstitucional. Exemplos específicos de soberania parlamentar podem ser encontrados hoje em dia no Reino Unido, Israel e Nova Zelândia.